# Jacques Barrot
Jacques Barrot (Yssingeaux, 3 febbraio 1937 – Neuilly-sur-Seine, 3 dicembre 2014) è stato un politico francese.
È stato commissario europeo nelle Commissioni Prodi e Barroso I. Dal 12 marzo 2010 era membro del Consiglio costituzionale francese.
È scomparso nel 2014 all'età di 77 anni, a seguito di un malore occorsogli mentre si trovava in metropolitana.

## Carriera politica nazionale
Jacques Barrot è un politico centrista, di area democratico-cristiana. Nella prima fase della sua carriera politica è stato vicino a Georges Pompidou e a Valéry Giscard d'Estaing, affiliato al Centro dei democratici sociali. Dopo la loro formazione, Barrot fece parte dell'Unione per la Democrazia Francese e dell'Unione per un Movimento Popolare.
Iniziò la sua carriera politica come consigliere comunale di Yssingeaux, il suo paese natale, nel 1965 e mantenne tale incarico fino al 1989, quando divenne sindaco del paese; rivestì tale carica fino al 2001. La carriera politica di Barrot a livello provinciale cominciò nel 1966, quando succedette al padre nel mandato di consigliere generale dell'Alta Loira; tra il 1976 e il 2001 fu presidente del consiglio generale dell'Alta Loira.
L'attività politica di Barrot a livello nazionale iniziò nel 1967 con la sua elezione all'Assemblea nazionale. Nel 1974 si dimise per ricoprire l'incarico di segretario di Stato per l'abitazione nel primo governo Chirac, poi dal 1978 di ministro del commercio e dell'artigianato e dal 1979 al 1989 di ministro della sanità e della sicurezza sociale nei governi presieduti da Raymond Barre.
Tra il 1981 e il 1995 Barrot tornò a esercitare il mandato di deputato all'Assemblea nazionale. Nel 1995 venne nuovamente nominato ministro nel governo di Alain Juppé: ministro del lavoro, del dialogo sociale e della partecipazione dal maggio al novembre di quell'anno e ministro del lavoro e degli affari sociali fino al 1997. Dal 1997 al 2004 Barrot torno all'Assemblea nazionale e nel 2002 fu eletto presidente del gruppo parlamentare dell'Unione per un Movimento Popolare costituito per la prima volta.

## Commissario europeo
Barrot fu nominato commissario europeo per la Politica Regionale il 1º aprile 2004 dopo le dimissioni di Michel Barnier. Nella Commissione Barroso I Barrot esercitò le funzioni di vicepresidente e commissario per i trasporti dal 22 novembre 2004 all'8 maggio 2008, quando in seguito alle dimissioni di Franco Frattini subentrò a quest'ultimo come commissario per la giustizia, la libertà e la sicurezza. Rimase in carica fino alla scadenza del mandato della Commissione Barroso I, il 9 febbraio 2010. Il successivo 25 febbraio fu designato dal presidente dell'Assemblea nationale, Bernard Accoyer, a far parte del Consiglio costituzionale, dove rimase fino alla sua morte, avvenuta per un malore in una stazione della metropolitana.
Nel 2000 Barrot fu condannato per peculato a otto mesi di carcere con la condizionale per finanziamenti illeciti al suo partito, ma la pena fu automaticamente cancellata in conseguenza di un'amnistia del 1995. Per la legge francese una condanna lieve coperta da amnistia non è da riportarsi nel certificato penale, di conseguenza Barrot non ritenne opportuno accennarne in occasione della sua nomina come membro della Commissione Barroso I, tuttavia vi furono alcune richieste di dimissioni e critiche a Barrot per tale omissione nel corso della sua audizione di fronte al Parlamento europeo e nei confronti del presidente della Commissione. Poiché dal punto di vista giuridico Barrot non era tenuto a riferire della condanna, le richieste di dimissioni non furono prese in considerazione.
Come commissario europeo per i trasporti Barrot seguì la creazione e il lancio del sistema di posizionamento Galileo, la creazione del Single European Sky e l'introduzione dei diritti per i passeggeri dei voli aerei. Come commissario per la giustizia, la libertà e la sicurezza Barrot censurò le dichiarazioni negazioniste del vescovo britannico Richard Williamson.